# ミゲル・ラユン
ミゲル・アルトゥーロ・ラユン・プラド（Miguel Arturo Layún Prado, 1988年6月25日 - ）は、メキシコ・ベラクルス州コルドバ出身の元サッカー選手。現役時代のポジションはディフェンダー。元メキシコ代表。
ミゲル・ラジュンとも表記される。

## 経歴
2015年8月31日、買い取りオプションつきレンタルでFCポルトに加入し、完全移籍の場合の金額は600万ユーロに設定されている。
2018年1月29日、セビージャFCに買取オプション付きのレンタル移籍で加入。
2018年7月11日、ビジャレアルCFに3年契約で完全移籍することが発表された。
2019年1月、CFモンテレイに移籍した。
2021年6月3日、クラブ・アメリカに復帰した。
2023年10月8日、2023年末をもって現役を引退することを表明した。

## 代表歴

### 出場大会
- メキシコ代表
  - 2014 FIFAワールドカップ
  - 2018 FIFAワールドカップ

### 試合数
- 国際Aマッチ 73試合 6得点（2013年-2020年）[5]

| メキシコ代表 | 国際Aマッチ | 国際Aマッチ |
| 年           | 出場        | 得点        |
| ------------ | ----------- | ----------- |
| 2013         | 10          | 0           |
| 2014         | 13          | 3           |
| 2015         | 14          | 0           |
| 2016         | 11          | 1           |
| 2017         | 12          | 0           |
| 2018         | 9           | 2           |
| 2019         | 3           | 0           |
| 2020         | 1           | 0           |
| 通算         | 73          | 6           |